# Coordination des associations pour le droit à l'avortement et à la contraception
La Coordination des associations pour le droit à l'avortement et à la contraception (CADAC), fondée en 1990, est un rassemblement d'associations, de syndicats, de partis politiques dont l'objectif commun est la défense du droit des femmes à disposer de leurs corps.

## Historique
Elle est créée en 1990 par Maya Surduts pour faire face aux actions commando contre les centres d'interruption volontaire de grossesse (IVG), et alors que la loi Veil de 1975 autorisant l'IVG est attaquée auprès du Conseil d'État comme étant contraire à la Convention européenne de sauvegarde des droits de l'homme et des libertés fondamentales. La CADAC, réunissant la signature d'une vingtaine d'organisations et de syndicats, publie une lettre ouverte au gouvernement afin d'être protégés de ces actions.
En 1992, en réaction aux actions de SOS tout-petits et autres mouvements dont ceux de La Trêve de Dieu mené par Claire Fontana, le collectif organise des états généraux sur le droit à l'avortement, qui mènent à la création de la loi Neiertz de 1993 créant le délit d'entrave à l'IVG,.
En 1995, le contexte politique en France est très défavorable aux droits des femmes : le gouvernement nouvellement nommé souhaite inclure dans la loi d'amnistie en juin les délits commis par les commandos anti-avortement, projet qui n'aboutit pas en raison de la mobilisation de la CADAC et des députés de gauche, et le cabinet de Colette Codaccioni qui s'est déclarée hostile à l'avortement, comprend des figures proches de l'Opus Dei, comme sa directrice de cabinet, Clara Lejeune-Gaymard, fille par ailleurs de Jérôme Lejeune, un militant antiavortement déclaré. Enfin, le projet d'extension de l'allocation parentale d'éducation aux mères d'un premier enfant est perçu comme une volonté d'écarter les femmes de l'emploi, et de faire reposer sur elles seules la responsabilité de la garde et de l'éducation des enfants. La CADAC lance un appel à manifester le 25 novembre pour défendre droit à l'avortement et droit au travail, qui à la surprise générale mobilise 40.000 personnes,.
En 2019, en réaction à la menace de grève de l'IVG lancée par le Syndicat des gynécologues de France (Syngof), la CADAC saisit l'ordre des médecins avec la militante féministe Anaïs Leleux pour réclamer des sanctions contre les Dr Marty, de Rochambeau et Paganelli. 

## Actes de colloques
- Une conquête inachevée, le droit des femmes à disposer de leur corps, éditions Syllepse, 2008  (ISBN 978-2-84950-148-1)
- Le Droit des femmes à disposer de leur corps, éditions Syllepse, 2015, 144 p.  (ISBN 978-2849504703)